# Araukarijevke
Araukarijevke (lat. Araucariaceae), biljna porodica zimzelenog drveća iz reda Pinales. Porodica je ime dobila po rodu Araucaria a on po Indijancima Araukancima koji su u prehrani koristili sjemenke vrste Araucaria imbricata (Araucaria araucana).
Drugi poznati rod je kaurijska jela ili agatis (Agathis) sa 17 vrsta i treći je Wollemia s vrstrom Wollemia nobilis.

## Opis
Zimzeleno drveće sa spiralno raspoređenim, uskim ili širokim listovima često s paralelnim žilama. Dvodomna ili jednodomna. Muški češeri relativno veliki, cilindrični, s brojnim sporofilima i s ±12 okrenutih peludnih vrećica; peludna zrnca bez krila. Ženski češer obično uspravan, okruglast do jajolik, sazrijeva za dvije godine, relativno velik i mliječan, pada nakon zrelosti; ljuske jednosjemene, bez izrazitih brakteja. Kotiledona 4, često sraslih u 2 dvostruka kotiledona (Silba 1986).
Vrste u Araucariaceae su endomikorizne (McKenzie et al. 2002).

## Vanjske poveznice
|  | Zajednički poslužitelj ima još gradiva o temi Araucariaceae |
|  | Wikivrste imaju podatke o taksonu Araucariaceae             |